# 蔣柟
蔣柟，字廣蔭，江蘇常熟縣人。清朝官员。

## 生平
蔣柟九歲能文，雍正八年（1730年）中式庚戌科二甲第十名進士，與堂叔父蔣溥同榜。官至工部主事。

## 家族
出身常熟蔣氏望族，曾祖蔣伊、祖父蔣陳錫均為進士出身。